# Андреевский сельский округ (Акмолинская область)
Андре́евский се́льский окру́г (каз. Андреев ауылдық округі) — административная единица в составе Шортандинского района Акмолинской области Республики Казахстан.
Административный центр — село Андреевка.

## География
Административно-территориальное образование расположено в юго-западной части Шортандинского района. В состав сельского округа входит 2 населённых пункта.
Граничит с землями административных единиц: 
- Пригородный сельский округ — на севере,
- Петровский сельский округ — на востоке,
- Астраханский район — на юге и западе.

Территория сельского округа расположена на северных окраинах казахского мелкосопочника. Рельеф местности в основном представляет из себя равнину с малыми возвышенностями. Перепад высот незначительны; средняя высота округа — около 310 метров над уровнем моря.
Гидрографическая сеть представлена рекой Колутон — протекающая с востока на запад. Имеются озёра, крупные из них — Балыктыколь, Ащысай, Шошкалы и другие.
Климат холодно-умеренный, с хорошей влажностью. Среднегодовая температура воздуха положительная и составляет около +4,0°С. Среднемесячная температура воздуха в июле достигает +20,2°С. Среднемесячная температура января составляет около -14,6°С. Среднегодовое количество осадков составляет около 425 мм. Основная часть осадков выпадает в период с июня по август.
Через территорию сельского округа с востока на запад проходит около 10 километров автодороги областного значения — КС-4 «Жолымбет — Шортанды — Пригородное».
Южнее проходит Южно-Сибирская железнодорожная магистраль. 

## История
В 1989 году существовал как — Андреевский сельсовет (сёла Андреевка, Октябрьское, Новороменка). 
В периоде 1991—1998 годов, Андреевский сельсовет был преобразован в сельский округ. 
В 2006 году село Новороменка было упразднено.

## Население
| Численность населения | Численность населения | Численность населения |
| 1989                  | 1999                  | 2009                  |
| --------------------- | --------------------- | --------------------- |
| 2044                  | ↘1582                 | ↘1134                 |

## Состав
| № | Населённый пункт | Тип населённого пункта       | Население, 1989 | Население, 1999 | Население, 2009 |
| - | ---------------- | ---------------------------- | --------------- | --------------- | --------------- |
| 1 | Андреевка        | село, административный центр | 1 167           | 960             | 815             |
| 2 | Новороменка      | село, упразднено             | 286             | 159             | -               |
| 3 | Октябрьское      | село                         | 591             | 463             | 319             |

## Местное самоуправление
Аппарат акима Андреевского сельского округа — село Андреевка, улица Ауэзова, 46.
- Аким сельского округа — Ермолов Алексей Юрьевич.